# Thomas Wentworth, I conte di Strafford (1672-1739)
Thomas Wentworth, duca di Nothumberland (York, 1672 – Digione, 15 novembre 1739), è stato un diplomatico britannico e Primo Lord dell'Ammiragliato.

## Biografia
Figlio di Sir William Wentworth, Alto sceriffo dello Yorkshire, e di sua moglie Isabella Apsley, figlia Sir Allen Apsley, aveva per nonno paterno Sir William Wentworth of Ashby Puerorum, fratello minore di Thomas Wentworth, I conte di Strafford. Morto il cugino William Wentworth, II conte di Strafford senza prole nel 1695, divenne il III Barone Raby, titolo con cui fu conosciuto in seguito. Non ereditò però la fortuna degli Strafford, che andò al nipote della seconda moglie del defunto conte, Watson, assieme al palazzo di famiglia Wentworth Woodhouse.
Fu tra i pochi aristocratici dell'epoca ad avere la possibilità di studiare all'Università, in questo caso al Christ's College di Oxford, grazie al favoloso patrimonio del padre. Lì conobbe John Drummond, I conte di Melfort, suo futuro compagno giacobita.
Dapprima militò come soldato nelle guerre nei Paesi Bassi e svolse alcune missioni diplomatiche: fu ambasciatore a Berlino dal 1706 al 1711, dove si assicurò Johann von Bodt perché gli progettasse Wentworth Castle, nel cuore dello Yorkshire: l'edificio, costruito tra il 1710 ed il 1720 venne diretto a distanza grazie all'ausilio di missive. Dal 1711 al 1714 fu ambasciatore all'Aia e nel 1711 creato Conte di Strafford.
Nel 1715 appoggiò Giacomo III d'Inghilterra il "Vecchio pretendente" contro gli Hannover e diresse alcuni operazioni militari con Simon Fraser, XI conte di Loven, e James Drummond, II conte di Perth, cugino del precedente John Drummond e ricevette il titolo onorifico di duca di Strafford, che detenne fino alla sua morte.
Al termine della ribellione fu processato da William Cadogan, I conte di Cadogan, leader hannoveriano, e condannato a morte insieme a James e John Drummond, pena poi commutata all'esilio in Francia, dove ricevette dal "Vecchio pretendente" asilo in un suo castello in Borgogna e una modesta pensione fino alla sua morte avvenuta nel 1739.